# Vaejovis tenuipalpus
Espèce
Vaejovis tenuipalpus est une espèce de scorpions de la famille des Vaejovidae.

## Distribution
Cette espèce est endémique d'Arizona aux États-Unis. Elle se rencontre dans le comté de Mohave entre 2 038 et 2 212 m d'altitude dans les monts Hualapai.

## Description
Le mâle holotype mesure 25,69 mm et la femelle paratype 30,73 mm.

## Publication originale
- Sissom, Hughes, Bryson & Prendini, 2012 : « The vorhiesi group of Vaejovis C. L. Koch, 1836 (Scorpiones: Vaejovidae), in Arizona, with description of a new species from the Hualapai Mountains. » American Museum Novitates, no 3742, p. 1-19 (texte intégral).